# حسین سنجری
حسین سنجری (زادهٔ ۱۲۷۴- درگذشتهٔ ۱۹ بهمن ۱۳۲۱) آهنگساز و نوازندهٔ تار اهل ایران بود.
وی جهت فراگیری موسیقی و نواختن تار نزد درویش‌خان رفت و پس از چندی به کلاس مرتضی‌ نی‌داوود و سپس نزد استاد اول خود بازگشت. وی نزد دوستان خود که با نت آشنایی داشتند خط نت را هم فراگرفت و برای تکمیل آن نزد سوقومون سیمونیان (سلیمان‌خان) افسر دسته موزیک نظام رفت و در این مدرسه نواختن پیانو را هم به خوبی آموخت و پس از چندی که مدرسه عالی موسیقی افتتاح شد در آن مدرسه با هنرمندانی نظیر موسی‌ معروفی و سلیمان‌ سپانلو و عده‌ای دیگر در کلاس تار مشغول کار گردید و در اولین ارکستر مدرسه شروع به تمرین کرد. 
او در ضبط صفحات آهنگ‌های علینقی وزیری شرکت کرد و خودش همیشه در جستجوی خواننده‌ای خوش‌صدا که از آوایی رسا برخوردار باشد بود و اتفاقاً شبی در منزل یکی از دوستانش با خانمی آشنا شد که از این نعمت خدادادی بهره داشت و او خانم روح‌انگیز بود و سنجری به تعلیم وی همت گمارد.
حسین سنجری در سال ۱۳۲۰ همکاری خود را با رادیو آغاز کرد و در ارکستر نوین که از ابتکارات علینقی وزیری بود شرکت و آهنگ‌هایی جهت اجرا برای خوانندگان ساخت.
حسین سنجری دو پسر خود، حشمت سنجری و هوشنگ سنجری را شخصاً در جهت فراگیری موسیقی تربیت و راهنمایی و سپس آنها را به مدرسه عالی موسیقی گذاشت که به مدارج عالی رسیدند. سنجری آهنگ‌هایی به یادماندنی خوبی ساخت که از جمله «غم عشق» با شعری از سعدی و با صدای غلامحسین بنان به یادگار مانده‌است.
حسین سنجری از پیروان دین بهائیت بود.  